# 40e cérémonie des Hong Kong Film Awards
La 40e cérémonie des Hong Kong Film Awards se déroule le 17 juillet 2022.
Le film Raging Fire de Benny Chan remporte quatre récompenses dont celles du meilleur film et du meilleur réalisateur, alors que le film Anita de Longman Leung, film biographique consacré à l'actrice Anita Mui remporte cinq récompenses.

## Meilleur film
- Raging Fire de Benny Chan
  - Anita de Longman Leung
  - Limbo de Soi Cheang
  - Zero to Hero de Jimmy Wan
  - Drifting de Li Jun

## Meilleur réalisateur
- Benny Chan pour Raging Fire
  - Man Lim-chung pour Keep Rolling
  - Longman Leung pour Anita
  - Soi Cheang pour Limbo
  - Peter Chan pour Leap

## Meilleur scénario
- Au Kin-yee et Shum Kwan-sin pour Limbo

## Meilleur acteur
- Patrick Tse pour Time
  - Gordon Lam pour Hand Rolled Cigarette
  - Gordon Lam pour Limbo
  - Leung Chung-hang pour Zero to Hero
  - Francis Ng pour Drifting

## Meilleure actrice
- Cya Liu pour Limbo
  - Chrissie Chau pour Madalena
  - Louise Wong pour Anita
  - Sandra Ng pour Zero to Hero
  - Gong Li pour Leap

## Meilleur second rôle masculin
- Fung Ho-yeung pour Zero to Hero
  - Louis Koo pour Anita
  - Lam Suet pour Time
  - Will Or pour Drifting
  - Tse Kwan-ho pour Drifting

## Meilleur second rôle féminin
- Fish Liew pour Anita
  - Nina Paw pour Caught in Time
  - Chung Suet Ying pour Time
  - Fish Liew pour Limbo
  - Bai Lang pour Leap
  - Rachel Lee pour Drifting

## Meilleur nouvel interprète
- Louise Wong pour Anita

## Meilleur nouveau réalisateur
- Chan Kin-Long pour Hand Rolled Cigarette

## Meilleure photographie
- Cheng Siu-keung pour Limbo

## Meilleur montage
- Curran Pang pour Raging Fire

## Meilleurs décors
- Kenneth Mak et Renee Wong pour Limbo

## Meilleurs costumes et maquillages
- Wu Lilu, Ye Jiayin, Dora Ng et Karen Yip pour Anita

## Meilleure chorégraphie d'action
- Donnie Yen, Ku Huen Chiu, Tanigaki Kenji, Li Chung Chi pour Raging Fire

## Meilleure musique de film
- Ryuichi Sakamoto pour Love After Love

## Meilleure chanson originale
- Origin of Time pour One Second Champion

## Meilleur son
- Tu Duu-Chih et Wu Shu-Yao pour Anita

## Meilleurs effets visuels
- Yee Kwok Leung, Garrett K Lam, Raymond Leung Wai Man et Hung Man Shi Candy pour Anita

## Meilleur film de Chine continentale ou de Taïwan
- American Girl de Feng-I Fiona Roan
  - 'Till We Meet Again de Giddens Ko
  - 'My Missing Valentine de Chen Yu-hsun

## Récompenses spéciales

### Lifetime Achievement Award
- Michael Hui

### Professional Spirit Award
- Tony Chow Kwok-chung